# (30829) Wolfwacker
(30829) Wolfwacker est un astéroïde de la ceinture principale.

## Description
(30829) Wolfwacker est un astéroïde de la ceinture principale. Il fut découvert le 10 octobre 1990 à Tautenburg par Lutz Dieter Schmadel et Freimut Börngen. Il présente une orbite caractérisée par un demi-grand axe de 2,30 UA, une excentricité de 0,15 et une inclinaison de 4,4° par rapport à l'écliptique.

## Compléments